# Paradoxornis unicolore
Paradoxornis unicolor
Espèce
Statut de conservation UICN

 LC  : Préoccupation mineure
Le Paradoxornis unicolore (Paradoxornis unicolor) est une espèce de passereaux de la famille des Paradoxornithidae.

## Répartition
Cet oiseau vit au Bhoutan, en Chine, en Inde, au Myanmar et au Népal.

## Taxinomie
Le taxon admet pour synonymes :
- Heteromorpha unicolor Hodgson, 1843 (protonyme)
- Chlorornis paradoxa J.Verreaux,1870

Deux sous-espèces sont reconnues :
- P. unicolor unicolor (Hodgson, 1843)
- P. unicolor saturatior Rothschild, 1921